# 賀元忠
賀元忠（1439年—1516年），字澤民，直隸蘇州府吳縣人，民籍。明朝政治人物。同進士出身。

## 生平
成化七年（1471年）辛卯科應天府鄉試第八名。成化八年（1472年）壬辰科進士。授行人司行人，改江西道監察御史，巡视漕河，出按廣西，除河南按察司佥事，以忧去，改雲南，累官至雲南按察司副使、兵备金齿腾冲，以病乞归。归林下凡二十四年，正徳丙子八月十日以疾卒。

## 家族
曾祖父賀孟安。祖父賀文昌。父亲賀廉，曾任按察司知事。子賀泰。